# Zlot
Zlot (Kyrillisch: Злот) ist ein Dorf in der Opština Bor und im Okrug Bor im Osten Serbiens. 
Es liegt 11 Kilometer südwestlich von Bor am Flüsschen Zlotska reka und dem Bergrücken Malinik (1158 m). Etwas nordöstlich befinden sich die Höhle Zlotska peć und die Schlucht Lazareva klisura.

## Einwohner
Die Volkszählung 2002 ergab, dass 3.757 Menschen im Dorf leben.
Weitere Volkszählungen:
- 1890: 3.850[2]
- 1948: 5.465
- 1953: 5.661
- 1961: 5.538
- 1971: 5.233
- 1981: 4.918
- 1991: 4.280